# Didolodontidae
De Didolodontidae is een familie van uitgestorven hoefdieren, behorend tot de Condylarthra. De dieren uit deze groep leefden tijdens het Paleoceen en Eoceen in Zuid-Amerika. Ze zijn nauw verwant aan de Mioclaenidae. Uit de Didolodontidae hebben zich vermoedelijk de Zuid-Amerikaanse litopternen ontwikkeld. Recentelijk is voorgesteld om de Didolodontidae, Mioclaenidae en Litopterna samen te voegen in een nieuwe orde, de Panameriungulata.
Didolodontiden waren planteneters met het formaat van een hedendaagse haas (circa 60 cm lang). De bekendste geslachten zijn Lamegoia uit het Midden-Paleoceen van Brazilië, Ernestokokenia uit het Laat-Paleoceen van Argentinië, en Didolodus uit het Vroeg-Eoceen van Argentinië.